# Less Than Perfect
Less Than Perfect is een Amerikaanse televisieserie van ABC over een jonge vrouwelijke kantoormedewerkster. De serie werd drie seizoenen lang uitgezonden, waarna de serie vanwege lage kijkcijfers dreigde te stoppen. Toch werd een vierde seizoen besteld. Ondanks de heropleving werd er nog steeds over getwijfeld of de serie eigenlijk wel terug moest komen. Op 17 mei 2006 bevestigde ABC dat de serie alsnog was geannuleerd.

## Rolverdeling
- Sara Rue - Claude Casey
- Sherri Shepherd - Ramona Platt
- Andrea Parker - Lydia Weston
- Zachary Levi - Kipp Steadman
- Patrick Warburton - Jeb Denton (2003-2006)
- Will Sasso - Carl Monari (2003-2006)
- Eric Roberts - Will Butler (2002-2005)
- Andy Dick - Owen Kronsky